# Iceland Express
Iceland Express var et islandsk flyselskab, der blev etableret i 2002. Selskabet havde hovedkvarter i den islandske hovedstad, Reykjavik, men hovedflyveplads fra Islands største lufthavn, Keflavik Lufthavn. Iceland Express opererede med 17 destinationer i Europa og Nord Amerika. I oktober 2012 blev luftfartsselskabet overtaget af dets islandske konkurrent WOW air.

## Historie
Flyselskabet blev etableret i 2002 som en direkte konkurrent til det dengang eneste islandske flyselskab, Icelandair. De første Iceland Express-fly blev sendt af sted den 27. februar 2003. I starten opererede Iceland Express kun med daglige fly til London-Stansted og Kastrup Lufthavn med fly af typen Boeing 737-300. Efterfølgende har Iceland Express oprettet flere afgange til flere destinationer. I juni 2010 startede selskabet med at have fire ugentlige afgange til Newark Liberty International Airport og to ugentlige afgange til Winnipeg James Armstrong Richardson International Airport ved flyvninger med Boeing 737-700- og Boeing 757-200-fly. Efter finanskrisen ramte Island hårdt i 2008, begyndte det at gå dårligt økonomisk for Iceland Express. I 2011 blev konkurrencen yderligere skærpet, da et nyt islandsk lavbudget-luftfartsselskab ved navn WOW air så dagens lys. I oktober 2012 endte den hårde konkurrence med, at WOW air overtog Iceland Express, og WOW air står i dag for den daglige drift.

## Fly
Iceland Express har tidligere opereret med disse flytyper:
- Boeing 737-300
- McDonnell Douglas MD-82
- McDonnell Douglas MD-90